# Renaud Dutreil
Pour les articles homonymes, voir Dutreil.
Renaud Dutreil, né le 12 juin 1960 à Chambéry (Savoie), est un homme politique et entrepreneur français, secrétaire d'État puis ministre de 2002 à 2007. Il s'est ensuite reconverti dans les affaires.

## Biographie

### Famille et formation
Fils de Gérard Bernard-Dutreil, entrepreneur à Lyon, il effectue ses études secondaires au lycée Ampère et est lauréat du concours général de philosophie en 1977. Après hypokhâgne et khâgne au lycée du Parc, il entre à l'École normale supérieure en 1981. Il obtient une Maîtrise de lettres ainsi qu'un DEA en sociologie de l'art. Diplômé de l'Institut d'études politiques de Paris en 1984, Renaud Dutreil est aussi ancien élève de l'ENA, dont il sort 2e en 1989.
Il commence sa carrière au Conseil d'État en 1989 comme auditeur, puis devient maître des requêtes en 1992 et commissaire du gouvernement. Il est parallèlement secrétaire général de la mission pour le développement et l'aménagement de la Bretagne (Midab).

### La députation
En mars 1994, il est élu conseiller général de l'Aisne pour le canton de Charly-sur-Marne. La même année, il devient député de l'Aisne après le décès d'André Rossi, dont il était le suppléant depuis les élections législatives de 1993. En 1995, il entre au conseil municipal de Château-Thierry, dans l'opposition.
Il se représente aux élections législatives de 1997. Il arrive en tête du premier tour avec environ 30 % des voix. Au second tour, il l'emporte face au maire socialiste de Château-Thierry, dans une triangulaire avec le FN.
En septembre, quelques mois après la défaite de la droite aux législatives, il lance avec Patrick Labaune, entre autres, l'« appel de Valence » qui invite le RPR et l’UDF à s'unir pour former « un parti unique » de droite. 
En 1998, il devient l'un des plus farouches opposants au PACS, qu'il juge dangereux car « il constitue une concurrence déloyale vis-à-vis du mariage et instaure une égalité de valeur entre homosexualité et hétérosexualité ». Le 9 octobre 1998, avec ses collègues Henri Plagnol et Dominique Dord, après un premier rejet du PACS à l'Assemblée nationale, ils revêtent dans l'hémicycle des tee-shirts estampillés « Pacs out » confectionnés par des associations catholiques et se mettent à danser devant les caméras. Il rejoint le collectif Générations Anti-PACS et participe, aux côtés de nombreux élus de droite et d'extrême droite, à la grande manifestation du 31 janvier 1999 contre le projet de loi.
En 2001, il est réélu conseiller général et devient membre du conseil municipal de Charly-sur-Marne.
Au début des années 2000, il appartient aux figures montantes de la droite. En 2001, il participe à la fondation puis préside l'Union en mouvement, ancêtre de l'Union pour un mouvement populaire,. Premier Président de l'UMP, avant de céder la place à Alain Juppé en 2002, il est le rédacteur des premiers statuts de la nouvelle formation, introduisant les principes de pluralité de courants et de désignation du candidat à l'élection présidentielle par des primaires, principes qui seront partiellement adoptés. Il est proche de Jacques Chirac, président de la République. Lors des élections législatives de 2002, il arrive largement en tête du premier tour avec 46,33 % des suffrages et remporte le second face au FN avec 73,39 % des voix.

### Au gouvernement
De 2002 à 2007, Renaud Dutreil, en tant que secrétaire d'État ou ministre chargé des PME, fait voter plusieurs lois qui portent son nom. Ces lois cherchent à favoriser la création d'entreprise et la transmission d'entreprise, la liberté du commerce et de l'industrie, l'apprentissage et le Capital-Investissement (création des Fonds d'Investissement de Proximité - FIP -, création de France Investissement qui associe des fonds issus de la Caisse des Dépôts et Consignations et des fonds de capital investissement français privés). Passionné par le savoir-faire français, il crée le label « Entreprises du patrimoine vivant » et donne un statut législatif aux métiers d'art. Avec Erik Orsenna, il publie Le geste et la parole des Métiers d'art aux éditions du Cherche Midi.
Le 31 mars 2004, Renaud Dutreil est nommé ministre de la Fonction publique et de la réforme de l'État. À ce titre il crée le "contrat de travail à durée indéterminée" dans la Fonction Publique et engage une réforme des corps de fonctionnaires.
Renaud Dutreil est notamment à l'origine du Régime social des indépendants en France (RSI) initié sous le gouvernement Raffarin. Cet organisme de protection sociale des travailleurs indépendants se révèlera le fruit d'une « réforme mal construite et mal mise en œuvre » et les graves problèmes de gestion causés par ce manque de préparation perdureront des années,.

### Après le gouvernement
Dès 2003, il envisage de se présenter aux prochaines municipales (2008) à Lyon, ville où la droite est divisée depuis la victoire de Gérard Collomb. Alors qu'il est favori, c'est cependant Dominique Perben, ministre et maire de Chalon-sur-Saône, qui est choisi par Jean-Pierre Raffarin pour mener la droite lyonnaise lors de cette élection. Renaud Dutreil, ministre du Gouvernement, s'incline.
Il décide de s'implanter sur Reims, ville voisine de sa circonscription de l'Aisne. Aux élections législatives de 2007, il se présente dans la première circonscription de la Marne. Il prend la tête du premier tour, malgré la présence du député sortant Francis Falala, en tant que divers droite, et l'emporte au second avec 53,72 % des voix face au socialiste Eric Quénard.
Le 9 novembre 2007, il est préféré à Catherine Vautrin pour l'investiture de l'UMP comme candidat à la mairie de Reims en mars 2008. Cependant, Catherine Vautrin décide de maintenir sa candidature et obtient le soutien du maire sortant Jean-Louis Schneiter (DVD) et de Jean-Marie Beaupuy, candidat du MoDem. En fin d'année 2007, un sondage le donne favori, sauf en cas de maintien de la liste Vautrin. Ses deux principales rivales, Catherine Vautrin et Adeline Hazan (PS) concentrent leurs critiques sur le « parachuté ». Au soir du premier tour, il se retrouve en troisième position derrière la liste Hazan (42,06 %) et la liste Vautrin (25,19 %) avec 23 % des voix. Face au refus de Catherine Vautrin de fusionner les deux listes de droite, il se retire sans appeler — dans un premier temps — à voter pour elle. Cette division fait perdre la ville à la droite et favorise l'élection d'Adeline Hazan.

## Après la politique
En août 2008, il annonce qu'il quitte la politique pour présider à partir de septembre la filiale américaine du groupe de luxe français LVMH à New York, fonction qu'il exerce jusqu'en juin 2012. Il est également pendant cette période membre du conseil de L Capital, le fonds d'investissement de LVMH. Par ailleurs, il est membre du board de l'université new yorkaise The New School et de l'école de design Parsons The New School for Design affiliée à cette université puis président de Parsons Paris. Il préside également à New York la fondation "Friends of Institut des Hautes Études Scientifiques" (IHES, un institut français de recherche avancée en mathématiques et physique théorique situé à Bures-sur-Yvette en région parisienne) ainsi que la fondation Albertine, qui crée la librairie francophone éponyme à New York, sur la Ve Avenue. Il est investisseur dans plusieurs start-ups des secteurs biotech, fintech et du savoir-faire français.
En novembre 2014, il se porte acquéreur de la société d'eaux en bouteille Jolival, en Charente qui est bientôt sélectionnée comme eau officielle du Paris Saint Germain. En janvier 2016, il est nommé Chairman du cabinet de conseil FTI Consulting.
Le 12 juillet 2016, il est présent au meeting d'Emmanuel Macron à la Mutualité à Paris, qu'il soutient publiquement « en tant que simple citoyen ».
En décembre de la même année, il annonce officiellement son soutien à Emnanuel Macron pour l'élection présidentielle française de 2017, participe à son meeting du 10 décembre 2016 à Paris ; il est le premier membre d'un gouvernement de Jacques Chirac à le rejoindre.
Depuis juillet 2017, il dirige un fonds de private equity de la banque suisse Mirabaud consacré aux sociétés labellisées EPV (entreprise du patrimoine vivant).
Il devient président non opérationnel de La Manufacture Charentaise (LMC), issue en 2018 de quatre fabricants de pantoufles en grande difficulté. En 2019, le groupe, dirigé par Stephane Baleston, enregistre des pertes élevées malgré d'importantes aides publiques, principalement du fait de la fermeture du marché de la grande distribution française. Placé en redressement judiciaire, il est finalement liquidé en novembre 2019, et 104 salariés sont licenciés. Une seule offre de reprise avait été reçue, refusée par le tribunal de commerce.
En juillet 2020, à la tête de Mirabaud Patrimoine Vivant, il rachète les marques de chaussures pour femme Clergerie et Avril Gau à travers une holding French Legacy Group. En décembre 2021, il rachète également la marque de chaussures françaises Heschung. Le but était alors de créer un groupe de marques françaises de luxe, de promouvoir le made in France en injectant "plusieurs millions d'euros". Début 2023, les 3 marques sont mises en redressement judiciaire sans offre de reprise par le fonds d'investissement Mirabaud,. La holding French Legacy group - propriété de Mirabaud Patrimoine et dont Renaud Dutreil est Président du conseil de surveillance - est mise en liquidation judiciaire le 29 juin 2023, 3 ans après sa création. La marque Clergerie est reprise partiellement par un groupe américain qui délocalise la production et supprime 60% des emplois. La marque Avril Gau qui était bénéficiaire depuis 20 ans avec 9 salariés est liquidée.   La marque Heschung est reprise par PPL Finance, société appartenant au dirigeant français Philippe Catteau - l'intégralité des effectifs est repris.
Avec le fonds Mirabaud Patrimoine Vivant, il développe plusieurs entreprises françaises du secteur des biens de consommation de prestige, en particulier le groupe Alain Ducasse, qui devient avec le soutien du fonds un acteur de référence du chocolat français de haut artisanat, mais aussi la maison de chaussures Carel, le joaillier Mauboussin, le spécialiste des cadrans de montre Monyco. 
Auteur en tant que ministre du dispositif des "pactes Dutreil" (2003), qui facilite le développement et la transmission des entreprises familiales françaises, il poursuit son action en faveur des entreprises familiales en promouvant la création d'ETI françaises familiales. Entre 2003 et 2023, période pendant laquelle s'applique le dispositif du "pacte Dutreil", le nombre d'ETI françaises augmente significativement, passant de 4000 à plus de 6000. Alors qu'auparavant, du fait de la fiscalité de droit commun sur les successions, un grand nombre d'ETI et PME françaises étaient vendues ou démembrées par les actionnaires familiaux afin de s'acquitter de l'impôt successoral, le nouveau dispositif "pacte Dutreil" a permis à la France de conserver un capitalisme familial enraciné dans les régions françaises, soutenant la création d'emplois français et l'économie française[réf. souhaitée]. 

## Fonctions politiques

### Carrière au sein de partis politiques
- 2002 : président de l'Union en mouvement puis de l'Union pour une Majorité Présidentielle (UMP)
- janvier 2006 : secrétaire général du Parti radical, mouvement affilié à l'UMP

### Carrière élective
- conseiller municipal de Saint-Maurice-de-Beynost (Ain) avant ses fonctions dans l'Aisne[32]

- 1994 - 2006 : conseiller général de l'Aisne, canton de Charly-sur-Marne
- 1995 - 2001 : conseiller municipal de Château-Thierry
- 2001 - 2008 : conseiller municipal de Charly-sur-Marne
- 2003 - 2007 : président de l’Union des communautés de communes du sud de l’Aisne[33]
- 2007 - 2008 : député de Reims (1re circonscription) et vice-président du groupe UMP à l'Assemblée nationale
- Ancien président de la communauté de communes du canton de Charly-sur-Marne

### Carrière parlementaire
Assemblée nationale
- 1994 - 2002 : député de la cinquième circonscription de l'Aisne
- avril 2006 : délégué UMP de la première circonscription de la Marne
- 18 juin 2007 - 16 septembre 2008 : député de la première circonscription de la Marne (Reims)

### Carrière ministérielle
- mai 2002 - mars 2004 : secrétaire d'État aux PME, au Commerce, à l'Artisanat, aux Professions libérales et à la Consommation
- mars 2004 - 31 mai 2005 : ministre de la Fonction publique et de la Réforme de l'État
- juin 2005 - 15 mai 2007 : ministre des PME, du Commerce, de l'Artisanat et des Professions libérales

## Décorations
Officier de la Légion d'honneur (2023) ; chevalier en 2010